# Ditassa blanchetii
Ditassa Blanchetii é uma espécie de trepadeira com flor nativa do Brasil, pertencente à família Apocynaceae.
Este nome de espécie foi publicado pela primeira vez em A.P.de Candolle, Prodr. 8: 575 (1844). A autoridade científica da espécie é o botânico e agrônomo Joseph Decaisne.

## Distribuição
Esta espécie é nativa do Brasil, podendo ser encontrada nas regiões Norte (Acre, Pará); Nordeste (Alagoas, Bahia,Ceará, Maranhão, Paraíba, Pernambuco, Rio Grande do Norte); Sudeste (Espírito Santo, Minas Gerais e Rio de Janeiro).